# پرکینز (میشیگان)
پرکینز (به انگلیسی: Perkins) یک منطقهٔ مسکونی در ایالات متحده آمریکا است که در شهرستان دلتا، میشیگان واقع شده‌است. پرکینز ۲۳۸٫۹۷ متر بالاتر از سطح دریا واقع شده‌است.